# Direction générale des corridors de développement industriel
 (février 2025).
Motif : Où sont les sources secondaires, centrées et indépendantes qui montrent que les critères d'admissibilité sont atteints ? De plus, l'article a été rédigé puis les sources ont été ajoutées.
- Archive Wikiwix
- Bing
- Cairn
- DuckDuckGo
- E. Universalis
- Gallica
- Google
- G. Books
- G. News
- G. Scholar
- Persée
- Qwant
- (zh) Baidu
- (ru) Yandex
- (wd) trouver des œuvres sur Wikidata

| 1. | Préciser le motif de la pose du bandeau. | Précisez le motif de la pose du bandeau en utilisant la syntaxe suivante : {{admissibilité à vérifier\|date=mars 2025\|motif=remplacez ce texte par le motif}}                                                                    |
| 2. | Informer les utilisateurs concernés.     | Pensez à avertir le créateur de l'article, par exemple, en insérant le code ci-dessous sur sa page de discussion : {{subst:avertissement admissibilité à vérifier\|Direction générale des corridors de développement industriel}} |

La Direction générale des corridors de développement industriel (DGCDI) est un établissement public de la république démocratique du Congo (RDC), créé par le décret n° 20/001 du 5 mars 2020. Placée sous la tutelle du ministère de l'industrie, la DGCDI est chargée de la gestion, de la promotion et du développement des corridors de développement industriel à travers le pays.

## Historique
La création de la DGCDI s'inscrit dans le cadre des efforts du gouvernement congolais pour stimuler le développement économique et industriel en optimisant les infrastructures de transport et en facilitant les échanges commerciaux. Avant sa création, la gestion des corridors de développement industriel était fragmentée entre plusieurs organismes, ce qui limitait l'efficacité des initiatives de développement. La DGCDI a été instituée pour centraliser ces efforts et assurer une coordination optimale des projets liés aux corridors industriels.

## Missions et attributions
Conformément au décret fondateur, la DGCDI a pour principales missions, :
- Création, administration, régulation, contrôle et gestion des corridors de développement industriel : Assurer une gestion efficace et intégrée des corridors pour favoriser le développement économique régional.
- Suivi des activités liées à l'aménagement et à la gestion des corridors : Collaborer avec les gouvernements des pays impliqués pour harmoniser les efforts d'aménagement et de gestion des infrastructures.
- Mobilisation des financements : Travailler en étroite collaboration avec le ministère des Finances pour obtenir les ressources nécessaires à la viabilisation et au développement des corridors industriels.
- Promotion des activités au sein des corridors : Identifier et encourager les initiatives économiques en partenariat avec les ministères sectoriels concernés, tels que les Transports, l'Énergie, l'Agriculture, et le Commerce Extérieur.
- Réalisation d'études de préfaisabilité et de faisabilité : Conduire des analyses approfondies pour évaluer la viabilité des projets envisagés dans les corridors de développement industriel.
- Études de cadrage pour de nouveaux corridors : Explorer et planifier la mise en place de nouveaux corridors afin d'étendre le réseau industriel du pays.

## Organisation et fonctionnement
La DGCDI est dotée de la personnalité juridique et de l'autonomie financière, avec son siège établi à Kinshasa,,,. Sa structure organisationnelle comprend :
- Conseil d'administration : Organe décisionnel chargé de définir les orientations stratégiques et de superviser les activités de la DGCDI.
- Direction générale : Responsable de la mise en œuvre des décisions du conseil d'administration et de la gestion quotidienne de l'établissement.
- Directions techniques et administratives : Unités spécialisées dans divers domaines tels que l'ingénierie, la planification, les finances, et les relations internationales.

## Ressources et financement
Les moyens financiers de la DGCDI sont insuffisants,.